# Списак градоначелника Љубљане

## 16. век
- Janez Lantheri (1504)
- Gregor Lagner (1505)
- Lenart Praunsperger (1506)
- Jakob Stettenfelder (1507)
- Janez Lindauer (1509)
- Volk Meditsch (1511)
- Matevz Frang (1513)
- Jurij Tazel (1514)
- Anton Lantheri (1516)
- Janez Standinath (1518)
- Volk Posch (1520)
- Jurij Gering (1524)
- Pongrac Lustaller (1526)
- Primoz Huebman (1528)
- Peter Reicher (1529)
- Kristof Stern (1530)
- Viljem Praunsperger (1531)
- Vid Khissel (1533)
- Janez Weilhammer (1536)
- Volk Gebhardt (1544)
- Janez Dorn (1548)
- Jurij Tiffrer (1552)
- Mihael Frankovitsch (1555)
- Blaž Samerl (1559)
- Marko Pregl (1563)
- Lenard Chroen (1565)
- Mihael Vodapiuez (1567)
- Janez Phanner (1571)
- Gaspar Hoffstetter (1574)
- Marko Stetner (1582)
- Volk Guertner (1584)
- Jakob De Curtoni (1588)
- Andrej Falkh (1592)
- Venturin Thrauison (1593)
- Mihael Rosen (1595)
- Anton Feichtinger (1598)
- Andrej Kroen (1599)
- Josip Tschauller (1600)

## 17. век
- Andrej Sallitinger (1601)
- Mihael Preiss (1605)
- Janez Vodapiuez (1607)
- Janez Sonze (1608)
- Janez Krstnik Gedenelli (1610)
- Adam Eggich (1616)
- Adam Weiss (1619)
- Janez Krstnik Verbetz (1623)
- Jurij Viditsch (1624)
- Horacij Carminelli (1629)
- Andrej Stropel (1631)
- Kristof Otto (1634)
- Gregor Khunstl (1638)
- Marko Wiz (1640)
- Fran Cirian (1647)
- Ljudevit Schonleben (1648)
- Jurij Wertatsch (1650)
- Janez Steringer (1657)
- Janez Maria Pisckhon (1663)
- Janez Krstnik Dolnitscher (1672)
- Janez Jernej Bosio (1679)
- Gabriel Eder (1688)
- Janez Dolnitscher (1692)
- Matija Di Georgio (1697)
- Janez Graffenhueber (1699)

## 18. век
- Gabriel Eder (1702)
- Janez Kristof Pucher pl. Puechenthall (1710)
- Anton Janeshitsh (1712)
- Jakob Herendler (1716)
- Florijan von Grafflieiden (1720)
- Matija Christian (1726)
- Anton Raab (1738)
- Jurij Ambrož Kappus (1742)
- Matevž Fran Beer (1751)
- Fran Gamba (1764)
- Janez Mihael Kuk (1766)
- Matija Bertolloti (1770)
- Janez Jurij Pilgram (1772)
- Janez Nepomuk Mikolitsch (1774)
- Anton Fran Wagner (1775)
- Janez Friderik Egger (1782)
- Josip Pototschnig (1786)
- Peter Fister (1788)
- Anton Podobnik (1796)
- Josip Kokail (1797)

## 19. век
- Антон Кодели (1812)
- Јанез Непомук Росман (1814)
- Јанез Непомук Храдецки (1820)
- Јанез Фишер (1847)
- Матија Бургер (1851)
- Михаел Амброж (1861)
- Етбин Хенрик Коста (1864)
- Јосип Супан (1869)
- Драготин Дежман (1871)
- Антон Лашан (1874)
- Петер Грасели (1882)
- Иван Хрибар (1896–1910)

## 20. век
- Иван Тавчар (1911—1921)
- Људевит Перич (1921—1928)
- Динко Пуц (1928—1935)
- Владимир Равнихар (1935)
- Јуро Адлешић (1935—1942)
- Лав Рупник (1942—1945)
- Павел Луначег (1945)
- Фран Албрехт (1945—1948)
- Матија Малежић (1948—1951)
- Јака Авшич (1951—1953)
- Хели Модиц (1953—1954)
- Маријан Дермастја (1954—1960)
- Марјан Јенко (1960—1961)
- Марјан Тепина (1961—1967)
- Миха Кошак (1967—1973)
- Тоне Кович (1973—1978)
- Марјан Рожич (1978—1982)
- Тина Томље (1982—1986)
- Нуша Кершеван (1986—1990)
- Јоже Стргар (1990—1994)
- Димитриј Рупел (1994—1998)
- Вика Поточник (1998—2002)

## 21. век
- Даница Симшич (2002–2006)
- Зоран Јанковић (2006-)